# Uroš Celcer
Uroš Celcer, slovenski nogometaš, * 7. april 1989.
Celcer je nekdanji slovenski profesionalni nogometaš, ki je igral na položaju branilca. V svoji karieri je igral za slovenske klube Maribor, Malečnik, Bela Krajina, Gorica in Brda, italijansko Parmo in škotski Ross County. Skupno je v prvi slovenski ligi odigral 158 tekem in dosegel štiri gole. Bil je tudi član slovenske reprezentance do 18 in 19 let. 